# Codifica Manchester differenziale

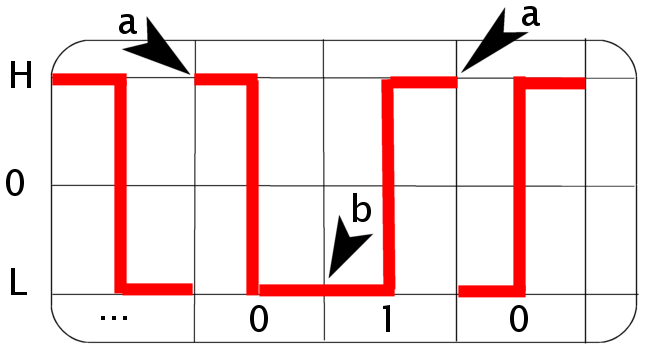
Codifica di 010 utilizzando Manchester differenziale. Con a sono indicate le transazioni a inizio bit, con b la continuità del segnale

La Codifica Manchester differenziale è un sistema di rappresentazione di dati, derivato dalla Codifica Manchester, utilizzato soprattutto negli scambi di informazioni tra alcune categorie di reti informatiche. Questo sistema di codifica di dati, come la Manchester, è progettata in modo da sincronizzarsi autonomamente col clock di sistema, in quanto ogni bit viene trasmesso all'interno di un intervallo predefinito. Inoltre durante questo intervallo vi è la presenza di almeno una transizione a metà intervallo, salvo i casi di segnali fuori codifica.
La caratteristica che distingue la codifica Manchester differenziale dalla sua progenitrice è la rappresentazione dei bit: infatti la Manchester differenziale è basata sulla verifica di transizioni all'inizio di un intervallo. La presenza di una di queste, sia essa di tipo alto-basso o basso-alto, identifica un valore, la mancanza di transizione invece (ovvero continuità del segnale) indica il valore opposto. I segnali prodotti sono compresi tra 3 e 4.5 v per il segnale alto e tra -4.5 e -3 v per quello basso.
Per convenzione normalmente il bit 1 viene rappresentato dalla mancanza di transizione all'inizio del suo intervallo, mentre lo 0 è indicato con un cambiamento di segnale nello stesso periodo. Segnali in violazione di questa convenzione sono utilizzabili per informazioni di servizio o per delimitare gruppi di bit.
Questo sistema rende la codifica più resistente al rumore rispetto alla Manchester normale, ma in cambio si paga una maggiore complessità degli algoritmi di gestione oltre che dell'hardware.